# Joseph Sullivan
Joseph Sullivan (ur. 11 kwietnia 1987) – nowozelandzki wioślarz. Złoty medalista olimpijski z Londynu.

## Kariera sportowa
Zawody w 2012 były jego pierwszymi igrzyskami olimpijskimi. Po medal sięgnął w rywalizacji dwójek podwójnych. Partnerował mu Nathan Cohen. W 2010 i 2011 został w tej konkurencji mistrzem świata. Wcześniej odnosił sukcesy w rywalizacji młodzieżowej
Po zakończeniu kariery został strażakiem.